# Война за независимость Мозамбика
Война за независимость Мозамбика — война между Португалией и Фронтом освобождения Мозамбика (ФРЕЛИМО), выступавшим за независимость страны. Часть Колониальной войны Португалии.
Боевые действия были начаты партизанами ФРЕЛИМО 25 сентября 1964 года и завершились 8 сентября 1974 года, когда вслед за подписанием Лусакских соглашений вступило в силу перемирие. В военном отношении ни одна из сторон не достигла решительных успехов, однако политическое руководство Португалии, пришедшее к власти в результате «революции гвоздик», было вынуждено пойти на заключение договора с ФРЕЛИМО из-за непопулярности колониальной войны в обществе и армии, а также больших финансовых затрат на её ведение. В июне 1975 года Мозамбик обрёл независимость, однако через некоторое время в стране развернулась гражданская война.

## Предыстория

### Португальское колониальное правление
Бушмены — охотники и собиратели, предки койсанских народов — были первыми известными жителями региона, в котором в настоящее время расположен Мозамбик. В I—IV веках сюда через реку Замбези мигрировали народы семьи банту. В 1498 году португальские исследователи высадились на береговой линии Мозамбика. Влияние Португалии в Восточной Африке росло в течение XVI века, она создала несколько колоний, известных под общим названием Португальская Восточная Африка. Европейцев привлекали в регион рабы и золото. Своё влияние португальцы в значительной степени осуществляли через поселенцев и не организовывали централизованное управление, первостепенно занимаясь делами Индии и Бразилии.

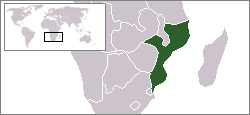
Мозамбик на карте Африки

К XIX веку европейский колониализм в Африке достиг своего апогея. Потеряв контроль над огромной территорией Бразилии, португальцы сосредоточились на расширении своих африканских форпостов. Это привело к их прямому конфликту с британцами. Давид Ливингстон в 1858 году вернулся в регион в попытке наладить торговлю. Британский интерес к Мозамбику усиливался, вызывая тревогу правительства Португалии.
В попытке избежать конфликта с британцами Португалия приступила к демаркации границ своей колонии, и современные границы Мозамбика были обозначены в мае 1881 года. Управление Мозамбика осуществлялось различными организациями, такими как Компания Мозамбика, Компания Замбези и Компания Ньясы, которая стали использовать местную дешевую рабочую силу для разработки шахт и строительства железных дорог. Эти компании проникали вглубь страны, создавали плантации и облагали налогами местное население, которые до того дружелюбно относилось к колонистам.
Сопротивление Империи Газа — конгломерата коренных племен, населявших область, ныне составляющую Мозамбик и Зимбабве, — было подавлено в 1895 году, а остальные племена были в конечном счёте покорены к 1902 году. В том же году Португалия объявила Лоренсу-Маркиш столицей Мозамбика. В 1926 году политический и экономический кризис в Португалии привёл к созданию Второй республики и возрождению интереса к африканским колониям. Призывы к самоопределению в Мозамбике появились вскоре после Второй мировой войны, в свете независимости, предоставленной многим другим колониям по всему миру.

### Образование ФРЕЛИМО

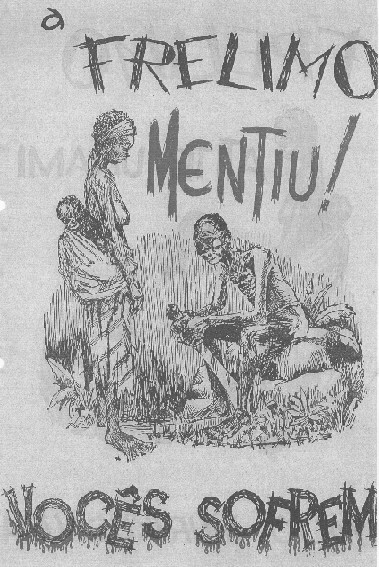
«ФРЕЛИМО лжёт!» Португальская пропагандистская листовка

Португалия в 1951 году перевела Мозамбик из категории колонии в категорию заморской провинции, чтобы показать миру, что предоставляет ему большую автономию. Отныне бывшая колония именовалась Província Ultramarina de Moçambique — Заморская провинция Мозамбик. Тем не менее, Португалия по-прежнему поддерживала строгий контроль за границами своей провинции. При этом всё большее количество новых независимых африканских наций после Второй мировой войны, в сочетании с продолжавшейся эксплуатацией коренного населения, способствовали росту националистических настроений внутри Мозамбика.
Мозамбику было свойственно значительное неравенство в доходах между богатыми португальскими поселенцами и большинством коренных африканцев. Аборигены были в значительной степени безграмотны и сохраняли местные традиции и образ жизни, поэтому не имели возможности заниматься квалифицированным трудом и поступать на государственную службу. Наконец, многие коренные народы видели в европейской культуре угрозу национальным традициям.
Португальское правительство вынуждало крестьян Мозамбика выращивать рис и хлопок на экспорт, оставляя им небольшую часть урожая на пропитание. Другие работники (к 1960 году — около 250 000 человек) трудились на алмазных или золотых приисках. К 1950 году только 4 353 жителя Мозамбика из 5 733 000 имели право голосовать на выборах в португальское колониальное правительство. Разрыв между португальскими поселенцами и местными жителями иллюстрируется и небольшим количеством смешанных браков (mestiço) — всего 31 465 на 8-10 млн жителей в 1960 году.
25 июня 1962 года в Дар-эс-Саламе, крупнейшем городе соседней Танзании, был сформирован Фронт освобождения Мозамбика (ФРЕЛИМО). Он был создан во время съезда политических деятелей Мозамбика, которые были вынуждены покинуть страну, путём слияния различных националистических групп, в том числе Африканского национального союза Мозамбика, Национального африканского союза независимого Мозамбика и Национального демократического союза Мозамбика, сформированных двумя годами ранее.
Год спустя, в 1963 году, ФРЕЛИМО под руководством социолога Эдуардо Мондлане создал штаб-квартиру в Дар-эс-Саламе и начал пропагандировать независимость Мозамбика от Португалии. После двух лет малоактивных политических маневров, направленных на мирное достижение независимости, Мондлане перешёл к тактике партизанской войны.
Первоначально Соединённые Штаты предложили поддержку националистическим группировкам в Африке. Эта поддержка якобы соответствовала принципам дипломатии Вудро Вильсона, который выступал на самоопределение и независимость колониальных народов. Организация Объединённых Наций также оказывала давление на Португалию, требуя деколонизации. В ответ на давление Португалия пригрозила выйти из НАТО, и националистические группы в Мозамбике были вынуждены обратиться за помощью к СССР.

### Поддержка из СССР
Во время холодной войны и особенно в конце 1950-х годов Африка стала одним из театров противостояния капиталистического Запада и СССР. Советский Союз видел в Африке возможность внести раскол между западными державами и их колониями, а также установить прокоммунистические режимы в новых независимых странах Африки. До формирования ФРЕЛИМО советская позиция в отношении националистических движений в Мозамбике была довольно неясной. Существовало несколько движений за независимость, но они имели мало шансов на успех. При этом лидеры националистических групп в Мозамбике, как и по всей Африке в тот период, проходили обучение в СССР.
Преемник Эдуардо Мондлане, в будущем президент Мозамбика Самора Машел, принял помощь Москвы и Пекина, назвав их «теми, кто действительно поможет нам». Партизаны начали получать военную помощь, в частности, 122-мм орудия в 1972 году, в страну прибыли около 1600 военных инструкторов из СССР, Кубы и Восточной Германии.
Советский Союз продолжал поддерживать новое правительство ФРЕЛИМО и против контрреволюции после 1975 года. К 1981 году в стране насчитывалось 230 советских и 200 кубинских военных инструкторов и более 600 гражданских кубинских советников.

## Конфликт

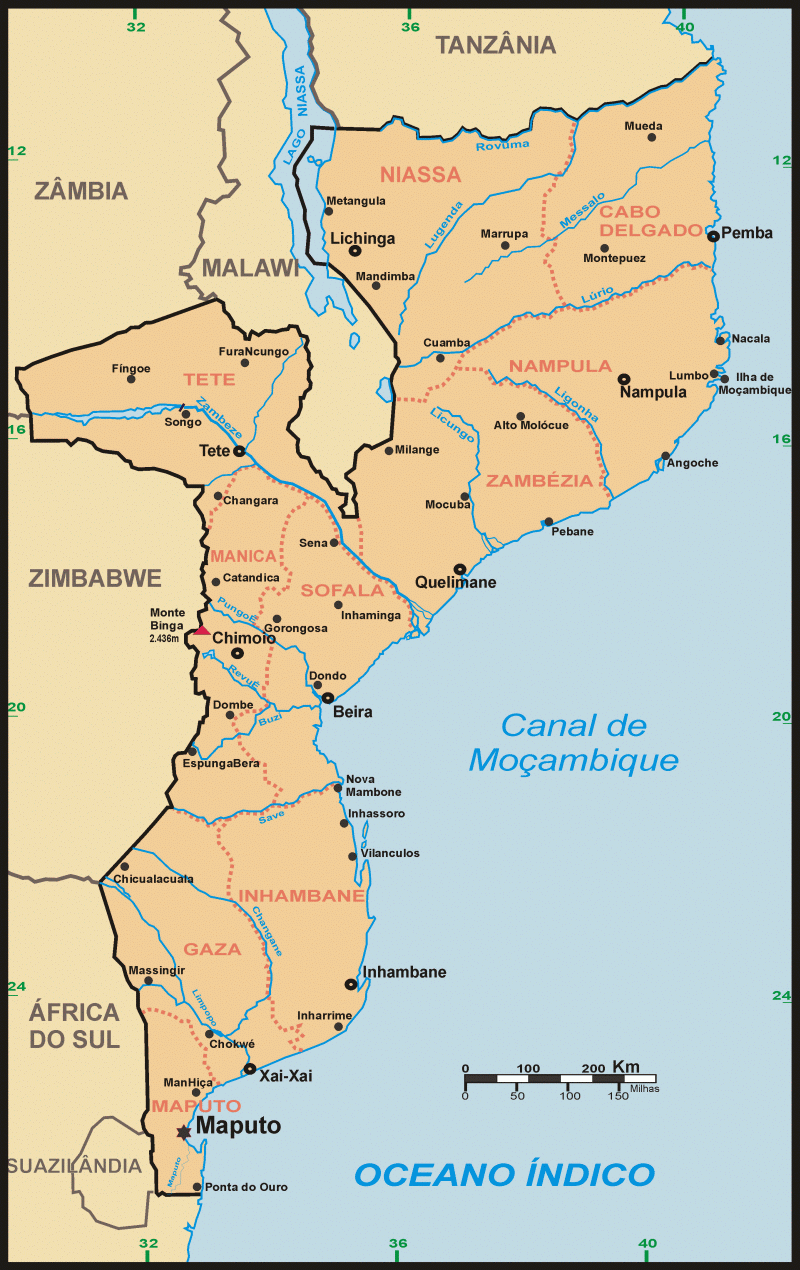
Карта Мозамбика

### Мятеж Мондлане (1964—1969)

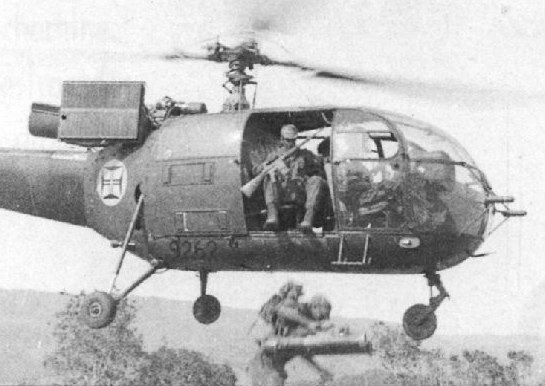
Вертолёты Alouette III, использовавшиеся португальцами в ходе конфликта

В начале войны ФРЕЛИМО имел мало шансов на военный успех, будучи в состоянии противопоставить регулярным португальским войскам лишь порядка 7 000 бойцов. Повстанцы возлагали надежды на местное население, рассчитывая вызвать массовое неповиновение и вынудить Лиссабон пойти на переговоры. Чтобы этого не допустить, Португалия сформировала в регионе значительный воинский контингент. С 1964 по 1967 годы численность португальских войск увеличилась с 8 000 до 24 000. Численность местных призывников, завербованных в португальскую армию, выросла до 23 000 за тот же период. 860 спецназовцев также прошли подготовку в центрах коммандос к 1969 году.
Военным крылом ФРЕЛИМО командовал Филипе Самуэл Магайя, его войска прошли обучение в Алжире. Партизаны ФРЕЛИМО были вооружены разнообразным оружием, значительная его часть были поставлены из Советского Союза и Китая. На вооружении повстанцев в это время находились винтовки Мосина, СКС, автоматы АК-47 и пистолеты-пулемёты ППШ-41, а также пулемёты Дегтярева, ДШК и СГ-43, миномёты, безоткатные орудия, гранатомёты РПГ-2 и РПГ-7, зенитные орудия, в частности, ЗПУ-4 и Стрела-2. На завершающей стадии конфликта ФРЕЛИМО получил из Китая несколько ПЗРК, но они никогда не были использованы против португальских самолётов. Только один португальский самолёт был потерян в бою: Fiat G.91 лейтенанта Эмилиу Лоренсу упал из-за возгорания на борту боеприпасов.
Португальские войска находились под командованием генерала Антониу Аугусту душ Сантуша, человека, искушённого в борьбе с повстанцами. Душ Сантуш поддерживал контакты с Родезией, привлекая их войска для охраны границы Мозамбика, кроме того, родезийские войска даже проводили свои независимые операции во время конфликта. В связи с португальской политикой направления современных вооружений в армию метрополии, в колонии поступало устаревшее оборудование. Так, португальские солдаты вели бои на начальных этапах конфликта, будучи оснащёнными радиостанциями времен Второй мировой войны и старыми винтовками Mauser. Когда разгорелась масштабная война, Лиссабон признал необходимость перевооружения колониальных войск, и в качестве стандарта оружия были приняты винтовки HK G3 и FN FAL, AR-10 — для десантников. В 1968 году португальцы получили пулемёты MG42 и HK21, 60-, 81- и 120-мм миномёты, бронеавтомобили Panhard EBR и Fox.

#### Начало атак ФРЕЛИМО

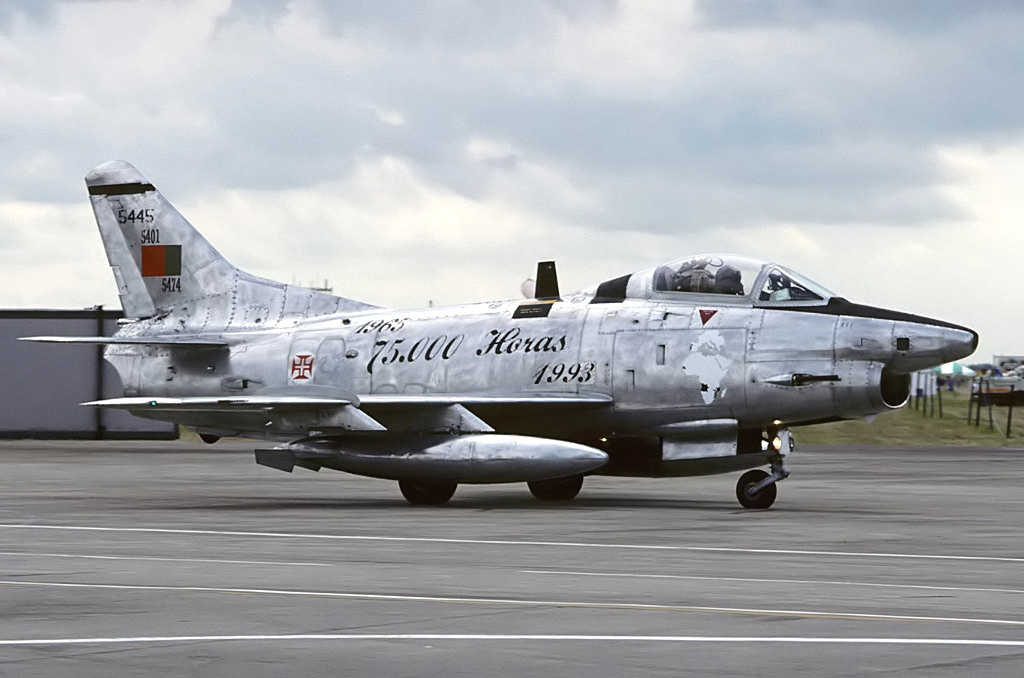
Португальский истребитель Fiat G.91, использовавшийся в Мозамбике в ходе конфликта

В 1964 году слабые попытки мирных переговоров ФРЕЛИМО с властями были брошены, и 25 сентября 1964 года Эдуардо Мондлане начал проводить партизанские атаки на цели в северном Мозамбике со своей базы в Танзании. Солдаты ФРЕЛИМО при поддержке местного населения напали на административный пост в Шаи-Шаи в провинции Кабу-Делгаду. Повстанцы смогли уйти от преследования, используя классическую партизанскую тактику: засады на патрули, диверсии на линиях связи и железнодорожных линиях, рейд на колониальный форпост, а затем стремительное исчезновение в джунглях. Повстанцы, как правило, были вооружены винтовками и автоматами, и сезон муссонов помогал им уходить от преследования.
Во время сильных дождей повстанцев было гораздо труднее отслеживать с воздуха, что нивелировало португальское превосходство в авиации. Кроме того, дожди и распутица мешала движению португальских войск и транспортных средств. В отличие от них, повстанцы хорошо знали местность и всегда могли рассчитывать на то, что население их укроет и снабдит продовольствием.
После атаки на Шаи-Шаи бои распространились на Ньяса и Тете в центре Мозамбика. На ранних стадиях конфликта активность ФРЕЛИМО сводилась к малочисленным рейдам против португальских укреплений. Повстанцы обычно работали в малых группах от десяти до пятнадцати бойцов.
Португальские войска начали нести потери в ноябре в ходе боёв в северном регионе Шилама. С ростом поддержки со стороны населения, а также из-за небольшой численности португальских регулярных войск бойцы ФРЕЛИМО смогли быстро продвинуться на юг в сторону Мепонды и Мандимбы. Несмотря на расширяющийся спектр операций, рейды ФРЕЛИМО по-прежнему были ограничены атаками на блокпосты и диверсиями на линиях связи и снабжения, с использованием каноэ на реке Рувума и озере Малави.
С 1965 года ФРЕЛИМО активизировали вербовку боевиков, в основном из числа беженцев из Мозамбика, которым организация обещала помощь в соседний Танзании. Повстанцы в этот период также стали использовать мины для нанесения ущерба живой силе противника и инфраструктуре. Теперь ударные группы повстанцев включали в себя в некоторых случаях более сотни бойцов, они также начали принимать женщин в свои ряды. 10 или 11 октября 1966 года, возвращаясь в Танзанию после осмотра линии фронта, Филипе Магайя был застрелен Лоренсу Матолой, бойцом ФРЕЛИМО, который, как говорили, был перевербован португальцами.
К 1967 году седьмая часть населения и пятая часть территории Мозамбика находились под контролем ФРЕЛИМО. В это время ряды повстанцев насчитывали около 8000 бойцов. В течение этого периода Мондлане призывал к дальнейшему расширению военных действий, при этом стремился сохранить прежнюю тактику небольших ударных групп. С ростом численности повстанцев, а также чтобы заручиться поддержкой населения, Мондлане обратился за гуманитарной помощью к СССР и Китаю. Вместе с продовольствием он получил крупнокалиберные пулемёты, противотанковые ружья, 75-мм безоткатные орудия и 122-мм гаубицы.
В 1968 году на втором Конгрессе ФРЕЛИМО было объявлено о близкой победе повстанцев, хотя португальцы в конце дня разбомбили место проведения съезда.

### Португальская программа развития

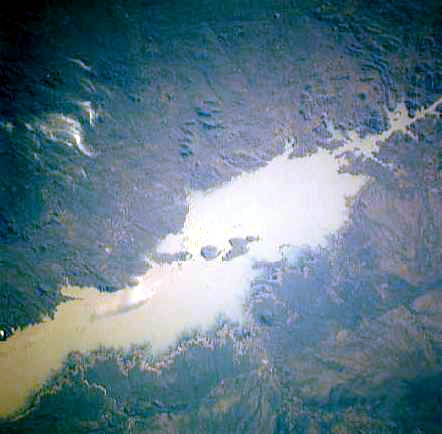
Дамба Кахора-Баса (вид из космоса), построенная португальской колониальной администрацией во время войны в рамках плана развития страны, который помог заручиться поддержкой местного населения. Она была целью нескольких неудачных атак ФРЕЛИМО.

В 1960-х и начале 1970-х годов, чтобы противостоять расширению поддержки ФРЕЛИМО со стороны населения и показать миру, что территория Мозамбика находится под его контролем, португальское правительство ускорило свою программу развития региона путём модернизации инфраструктуры — прокладывания новых дорог, железных дорог, строительства мостов, дамб, оросительных систем, школ и больниц, тем самым стимулируя экономический рост и поддержку со стороны населения.
В рамках этой программы развития в 1969 году началось строительство плотины Кахора-Баса. Португальское правительство рассматривало строительство плотины как доказательство «цивилизаторской миссии» Португалии и стремилось тем самым подтвердить веру местного населения в силу и безопасность португальского колониального правительства. Для защиты проекта Португалия отправила в район строительства три тысячи новобранцев и более одного миллиона противопехотных мин.
Понимая символическое значение строительства плотины, бойцы ФРЕЛИМО в течение семи лет пытались его сорвать. Нападения непосредственно на район строительства были безуспешны, но некоторых успехов повстанцы достигли, нападая на конвои, шедшие к плотине. Несмотря на трудности с финансированием, строительство плотины было окончательно завершено в декабре 1974 года, однако эффект от её постройки был нивелирован неблагоприятной общественной реакцией на массовое отселение коренного населения из района строительства. Плотина также прекратила ежегодные половодья, необходимые местным крестьянам для орошения их плантаций.

### Убийство Мондлане
3 февраля 1969 года Эдуардо Мондлане был убит при взрыве в своей штаб-квартире. Некоторые источники утверждают, что в попытке исправить ситуацию в Мозамбике португальская тайная полиция ПИДЕ организовала убийство Мондлане, отправив посылку в его штаб в Дар-эс-Саламе. Внутри посылки была книга, в которую было вмонтировано взрывное устройство, сработавшее при её открытии. Другие источники утверждают, что Мондлане был убит, когда взрывное устройство сработало под креслом в штаб-квартире ФРЕЛИМО.
Современные исследователи считают организаторами убийства Мондлане Сильвериу Нунгу (впоследствии был казнён) и Лазару Кавандаме, лидера ФРЕЛИМО в Кабу-Делгаду. Последний не скрывал своих неприязненных отношений с Мондлане, считая его слишком консервативным лидером. Полиция Танзании обвинила его в сотрудничестве с ПИДЕ, а сам он сдался португальцам в апреле того же года.
Хотя точные детали убийства остаются спорными, участие португальского правительства, в частности, ПИДЕ, принимается большинством историков. Есть мнение, что убийство Мондлане было частью Операции «Гладио». Первоначально из-за неопределенности относительно организаторов убийства смерть Мондлане породила взаимные подозрения в рядах ФРЕЛИМО и борьбу за власть, что привело к власти в организации более радикальных лидеров.
Непосредственным преемником Мондлане был его сподвижник Урия Симанго, вице-президент ФРЕЛИМО с 1969 года. Однако в борьбе за власть он был оттеснён более радикальными Саморой Машелом и Марселину душ Сантушем, исключен из ФРЕЛИМО и в конечном итоге казнен после обретения независимости в 1975 году.

### Продолжение войны (1969—1974)

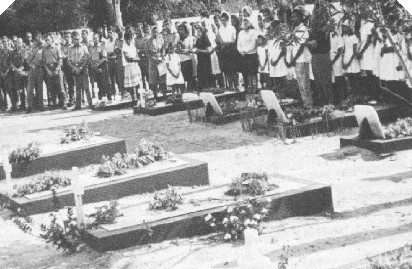
Поминальная служба по павшим португальским солдатам.

В 1969 году генерал Антониу Аугусту душ Сантуш был отстранен от командования, и в марте 1970 года его полномочия принял генерал Каулза Оливейра ди Арриага, сторонник более прямых и жёстких методов борьбы с повстанцами. Политика формирования антиповстанческих сил из местного населения была отвергнута в пользу развёртывания регулярных португальских войск при содействии небольшого числа африканских бойцов. Коренные жители ещё привлекались для проведения специальных операций, таких, как высадки парашютных десантов в 1973 году, но их роль становилась всё менее значимой. Арриага взял на вооружение тактику своего знакомого — генерала США Уэстморленда —  во Вьетнаме.
К 1972 году Арриага был вынужден уступить под давлением своего заместителя генерала Франсишку да Кошты Гомиша, который предлагал использовать африканских солдат в Flechas — спецподразделениях под командованием ПИДЕ, состоявших из местных жителей, занятых слежкой, разведкой и антитеррористическими операциями. Кошта Гомиш утверждал, что африканские солдаты лучше наладят отношения с местным населением. Flechas стали привлекать к операциям в самом конце конфликта, после увольнения Арриаги, накануне Революции гвоздик. Эти подразделения будет создавать проблемы ФРЕЛИМО даже после вывода португальских войск, когда страну расколола гражданская война.
В течение 1970—1974 годов ФРЕЛИМО проводило партизанские акции в основном в области городского терроризма, закладывая мины. Во время конфликта повстанцы использовали различные противотанковые и противопехотные мины, в том числе ПМН (Black Widow), ТМ-46 и ПОМЗ-2.

#### Португальское контрнаступление (июнь 1970)
10 июня 1970 года португальцы начали масштабное контрнаступление в рамках операции «Гордиев узел» (порт.: Operação Nó Górdio) против повстанческих лагерей и маршрутов проникновения повстанцев на границе с Танзанией на севере Мозамбика. В операции принимали участие около 35 000 португальских солдат, в том числе элитные подразделения: десантники, спецназ, морская пехота.
Португальские пехотинцы получили поддержку со стороны лёгких бомбардировщиков, вертолётов и бронированных автомобилей. Они использовали американскую тактику быстрых воздушных нападений, поддерживаемых бомбардировками лагерей ФРЕЛИМО ВВС, чтобы окружить и ликвидировать боевиков. Бомбардировки сопровождались применением тяжёлой артиллерии. Португальцы также использовали кавалерийские части, чтобы прикрыть фланги патрулей там, где местность была слишком труднопроходимой для автотранспорта.
Проблемы для португальцев возникли почти сразу — наступление совпало с началом сезона дождей, что создавало дополнительные технические трудности. Помимо того, что португальские солдаты были плохо оснащены, было очень слабо налажено сотрудничество наземных частей с ВВС. В итоге потери португальцев в ходе наступления стали превышать потери повстанцев, что привело к дальнейшему политическому вмешательству Лиссабона.
Официально португальцы в конечном счёте сообщили о 651 убитом боевике (более реалистична цифра порядка 440) и 1 840 взятых в плен против 132 погибших португальцев. Арриага также утверждал, что его войска уничтожили 61 партизанскую базу и 165 лагерей и захватили 40 тонн боеприпасов в первые два месяца. Хотя «Гордиев узел» был наиболее эффективной операцией португальцев в ходе конфликта, ослабить повстанцев настолько, чтобы они больше не были серьезной угрозой, не удалось.
К 1972 году португальские военные изменили свою стратегию и перешли к тактике зачисток территорий. Они также инициировали программу Aldeamentos по переселению жителей из занятых повстанцами районов, чтобы изолировать повстанцев от мирного населения. Но 9 ноября 1972 года бойцы ФРЕЛИМО начали крупное наступление в провинции Тете. Отпор португальцев был жёстким, что только увеличило популярность повстанцев среди населения.
16 декабря 1972 года бойцы португальской 6-й роты коммандос убили жителей села Вирияму в провинции Тете. По разным данным, погибших было от 150 до 300 человек, все они были безоружны. Солдаты обвиняли жителей в укрывательстве боевиков. О «Резне в Вирияму» рассказал в июле 1973 года британский католический священник отец Адриан Хастингс и два других испанских миссионера. Позже эти события расследовал архиепископ Дар-эс-Салам Лауреан Ругамбва, который утверждал, что убийства были совершены бойцами ФРЕЛИМО, а не португальцами, чтобы очернить португальские войска и настроить против них мирное население.
В 1972 году началось формирование регулярной народно-освободительной армии под руководством ФРЕЛИМО.
К 1973 году ФРЕЛИМО также минировал мирные города и сёла в попытке подорвать доверие жителей к португальской администрации. Новый лидер повстанцев Машел начал преследование белых поселенцев на занятых ФРЕЛИМО территориях, что привело к протестам португальских поселенцев против правительства в Лиссабоне. В сочетании с известием о «Резне в Вирияму» и возобновлением рейдов ФРЕЛИМО, ухудшение ситуации в Мозамбике позже способствовало падению правительства Португалии в 1974 году. Португальский журналист писал:
В Мозамбике, можно сказать, идёт три войны: война против ФРЕЛИМО, война между армией и тайной полицией ПИДЕ и война между армией и ПИДЕ с одной стороны и центральным правительством — с другой.

### Политическая нестабильность и перемирие (1974—1975)

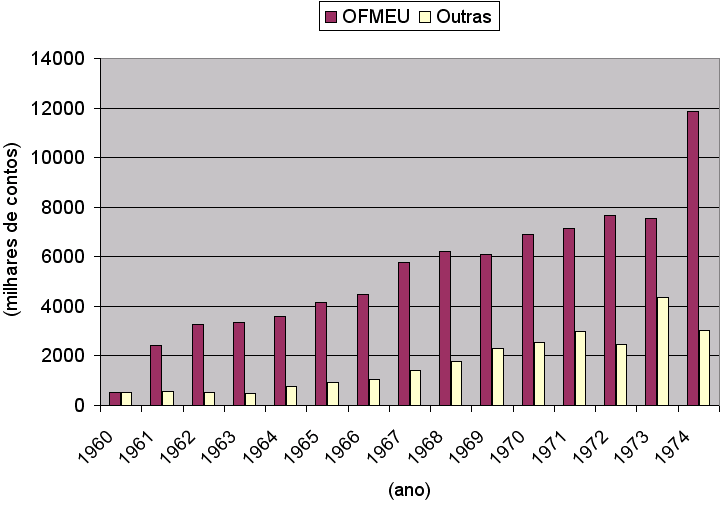
График, показывающий рост военных расходов Португалии во время колониальной войны. Жёлтые столбцы показывают обычные расходы, бордовые — «чрезвычайные» военные расходы.

В Португалии неприятие колониальной войны также усиливалось. Боевое крыло Португальской коммунистической партии, созданной в конце 1960-х годов, и левая организация «Революционные бригады» провели несколько диверсий и террористических актов против военных целей: базы ВВС Танкуш 8 марта 1971 года, штаб-квартиры НАТО в Оэйраше в октябре того же года и португальского корабля Ньяса (названного в честь провинции Мозамбика), готовившегося покинуть Лиссабон с войсками, которые должны были быть развернуты в Гвинее. К моменту Революции гвоздик было зафиксировано 100 000 уклонистов.
Колониальная война поглощала 42 % португальского бюджета. Это привело к росту недовольства внутри страны. Непопулярность колониальных войн среди многих португальцев привела к открытию нескольких журналов и газет, таких как Cadernos Circunstância, Cadernos Necessários, Tempo e Modo и Polémica, который имели поддержку студентов и призывали к политическому решению колониальных проблем Португалии.
Волнения в Португалии завершились 25 апреля 1974 года, когда Революция гвоздик, мирный левый военный переворот в Лиссабоне, сверг правительство Марселу Каэтану. Новый глава правительства генерал Антониу ди Спинола призвал к прекращению огня. Со сменой правительства в Лиссабоне многие солдаты в Мозамбике отказались продолжать войну, оставаясь в казармах и не выходя в патрули. Переговоры между португальцами и повстанцами завершились Лусакским соглашением, подписанным 7 сентября 1974 года, в которой предусматривалась передача власти ФРЕЛИМО. Независимость Мозамбика была провозглашена 25 июня 1975 года, в день 13-й годовщины основания ФРЕЛИМО.

## Последствия
Потеря привилегированного положения и опасения репрессий со стороны ФРЕЛИМО после смены власти в метрополии привели к массовому бегству из Мозамбика в Португалию до 200 000 белых поселенцев (в Европе они были известны как retornados). Города, посёлки и деревни были переименованы: Лоренсу-Маркиш стал Мапуту, Вила-Пери — Шимойо, Вила-Кабрал — Лишинга, Вила-Жункейру — Герю и т. д.
С уходом португальских специалистов и торговцев новая страна лишилась квалифицированной рабочей силы, появилась перспектива экономического коллапса. ФРЕЛИМО стал искать помощи коммунистических стран, влияние НАТО в регионе сошло на нет.
Самора Машел стал первым президентом Мозамбика. Урия Симанго, его жена и другие оппоненты Машела во ФРЕЛИМО были арестованы в 1975 году и содержались под стражей без суда. Через два года боевые действия возобновились в рамках гражданской войны против боевиков РЕНАМО. Промышленный и социальный спад, тоталитарное управление, коррупция, бедность, неравенство подорвали первоначальный революционный пыл. Мир вернулся в страну лишь в 1992 году.